# Penottus
Penottus is een geslacht van wantsen uit de familie van de Tingidae (Netwantsen). Het geslacht werd voor het eerst wetenschappelijk beschreven door William Lucas Distant in 1903.

## Soorten
Het genus bevat de volgende soorten:

- Penottus abnormis Péricart, 1992
- Penottus bisinuatus Dang, Li & Bu, 2012
- Penottus bunus Drake & Ruhoff, 1961
- Penottus cassideus Dang, Li & Bu, 2012
- Penottus fujianensis Dang, Li & Bu, 2012
- Penottus hauseri Péricart, 1986
- Penottus minicystus Guilbert, 2007
- Penottus monticollis (Walker, 1873)
- Penottus nimius (Drake, 1927)
- Penottus opiparus (Drake, 1927)
- Penottus oresbius Drake & Ruhoff, 1961
- Penottus tibetanus Drake & Maa, 1954
- Penottus tuberculiformis Dang, Li & Bu, 2012
- Penottus verdicus Drake & Maa, 1953